# Grifola
Grifola Samuel Frederick Gray (1821) este un gen de ciuperci comestibile sau necomestibile din încrengătura Basidiomycota, clasa Agaricomycetes, în ordinul Polyporales și familia Meripilaceae este un gen de ciuperci foarte mic cu numai 8 specii (în Europa doar 2). În ultimul timp a și pierdut câteva soiri care au fost transferate la alte genuri, iar unul a fost declarat sinonim. Bureții acestui gen au calități saprofite sau/și parazitare, fiind preponderent necomestibili, dar niciodată otrăvitoari. Singua specie care se dezvoltă în România, Basarabia și Bucovina de Nord, fiind de asemenea tipul ei, este Grifola frondosa.

## Taxonomie

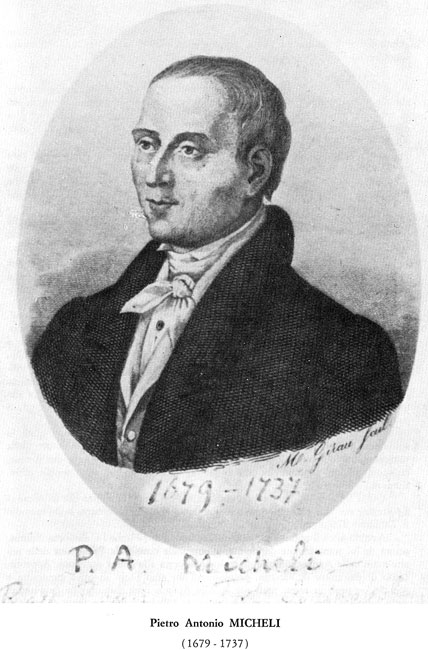
Pier Antonio Micheli

Numele a fost creat de naturalistul italian Pier Antonio Micheli în 1729.
Apoi, genul a fost determinat de către micologul și farmacistul englez Samuel Frederick Gray în volumul 1 al marii sale opere A natural arrangement of British plants din 1821, referindu-se la Micheli. Taxonul referitor la Gray a fost hotărât nume binomial, fiind valabil până în prezent (2023).
Toate celelalte încercări de modificare nu s-au impus și pot fi neglijate (vezi infocaseta). 
Numele generic este derivat din cuvântul de limba greacă veche (greacă veche γρύψ=grifon), subliniind astfel asemănarea vizuală cu aripile păsărilor mari de pradă.

## Descriere
Singurul soi al genului cunoscut pe scară largă este tipul de specie. Cu toate sunt în primul rând saprofite, crescând pe lemnul în descompunere de foioase, dar pot fi de asemenea parazite pe aceleași arbori, provocând putregaiul alb al lemnului, fiind astfel dăunători de lemn.
Speciile se dezvoltă dintr-un singur trunchi din care se formează o multitudine de ciupercuțe în formă de evantai sau de lingură, imbricate și extinse spre exterior. Nu au lamele ci tuburi și pori mici și denși. Carnea lor este numai în tinerețe mai moale devenind repede elastică, fibroasă, chiar și lemnoasă.
Sporii ovoidali sau în formă de picătură sunt destul de mici, hialini (translucizi), netezi pe exterior și granulați pe dinăuntru. Basidiile clavate poartă 2-4 sterigme.
Studiile care au utilizat o combinație de secvențe de gene rRNA, gene care codifică proteine de o singură copie, și analize filogenetice bazate pe genom au arătat că acest gen este un grup monofiletic, fiind membru al ordinului Polyporales și a clasei Agaricomycetes. Mai departe, au fost combinate secvențe noi cu datele moleculare generate în cadrul proiectului PolyPEET și efectuat probabilități maxime precum analize filogenetice a inferenței bayesiene (o metodă de inferență statistică).

## Specii ale genului

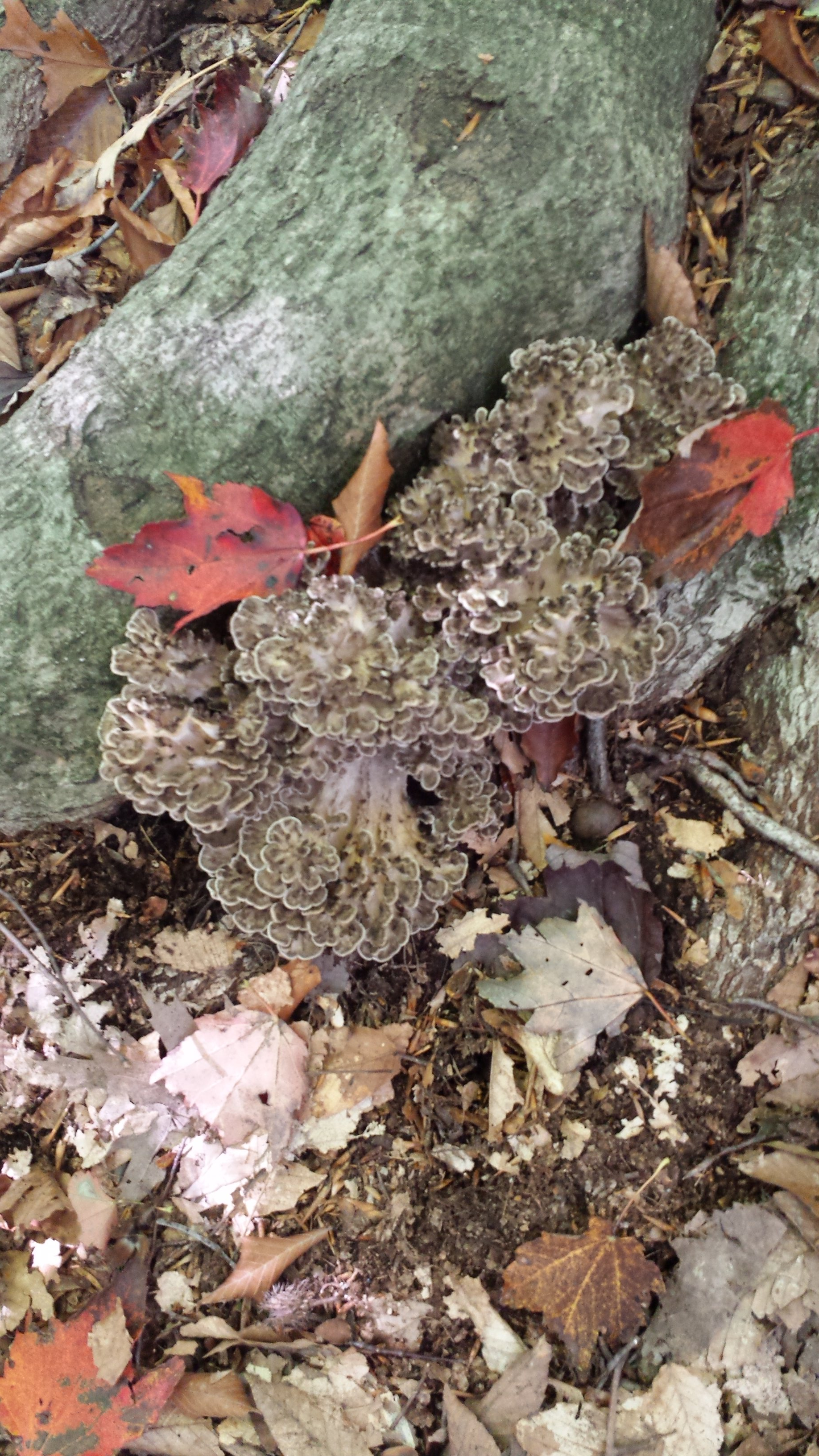
Grifola frondosa

Conform comitetului de nomenclatură Mycobank numai 8 genuri și doar două în Europa sunt acceptate apartenent genului. Regiunile unde trăiesc se bazează pe constatările GBIF, de găsit pe pagina nomenclaturii ca legătură.
- Grifola acanthoides  (Bull.) Pilát (1934)  - Europa (Belgia, Franța), SUA
- Grifola amazonica  Ryvarden (2004)  - Guyana
- Grifola armeniaca  Corner (1989)  - Malaysia
- Grifola colensoi  (Berk.) G.Cunn. (1965)  - Australia, Noua Zeelandă
- Grifola frondosa  (Dicks.) Gray (1821)  - Europa, America de Sud, Australia, Japonia, Noua Zeelandă
- Grifola gargal Singer (1969) - America de Sud
- Grifola rosularis  G.Cunn. (1965) - Noua Zeelandă
- Grifola sordulenta (Mont.) Singer (1962) - America de Sud, Australia, Noua Zeelandă

## Specii transferate sau redenumite

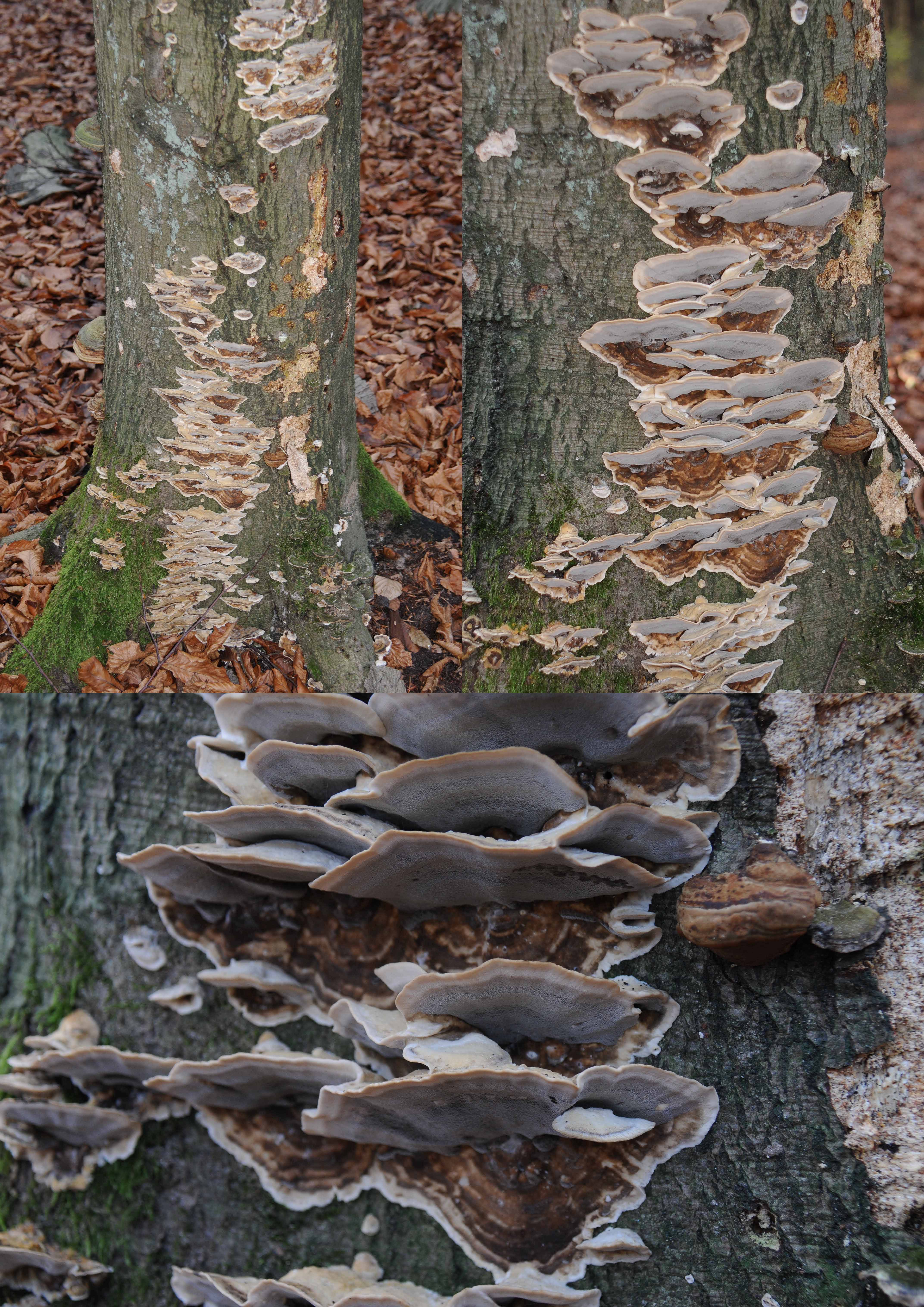
Bjerkandera adusta

Conform Mycobank, 8 specii au fost transferate la un alt gen și una văzută deopotrivă cu un alt soi, rămânând doar sinonim. 
- Grifola adusta  (Willd.) Zmitr. & Malysheva (2006), astăzi Bjerkandera adusta (Willd.) P.Karst. (1879)  [13]
- Grifola albicans  (Willd.) Imazeki (1943), astăzi Grifola frondosa (Dicks.) Gray (1821) [14]
- Grifola badia  (Pers.) Gray (1821), astăzi Polyporus badius  (Pers.) Schwein. (1832) [15]
- Grifola berkeleyi  (Fr.) Murrill (1904) , astăzi Bondarzewia berkeleyi  (Fr.) Bondartsev & Singer (1941) [16]
- Grifola biennis  ((Bull.) Zmitr. & Malysheva (2006) , astăzi Abortiporus biennis  (Bull.) Singer (1944) [17]
- Grifola campyla  (Berk.) G.Cunn. (1965) , astăzi Polyporus anthracophilus  Cooke (1883) [18]
- Grifola castaneae  (Bourdot & Galzin) Pilát (1934) , astăzi Polyporus castaneae  Bourdot & Galzin (1925) [19]
- Grifola cretacea  (Lloyd) Zmitr. & Malysheva (2006) , astăzi Spongipellis cretaceus  (Lloyd) Ryvarden  (1990) [20]
- Grifola platypora Gray (1821), astăzi Polyporus squamosus  (Huds.) Fr. (1821)[21]